# Roman Ferber
Roman Ferber (29 mei 1993) is een Belgisch voetballer die bij voorkeur als aanvaller speelt. Hij tekende in 2024 bij Olympic Club Charleroi.

## Clubcarrière

### RAEC Mons
Vooraleer hij in het profvoetbal belandde, werkte Ferber ook als bouwvakker.
Ferber maakte tijdens het seizoen 2014/15 zes doelpunten in 26 competitiewedstrijden voor RAEC Mons. Zijn eerste doelpunt in Tweede klasse maakte hij op 19 september 2014 tegen Lommel United. In het voorjaar van 2015 werd bekend dat zijn club failliet ging waardoor Ferber een vrije speler werd.

### Sporting Charleroi
In april 2015 ondertekende de aanvaller een tweejarig contract bij Sporting Charleroi met optie op twee extra seizoenen. Op 16 juli 2015 debuteerde hij voor zijn nieuwe club in de voorronde van de UEFA Europa League tegen Beitar Jeruzalem. Ferber viel na 89 minuten in voor Enes Sağlık. Ferber fungeerde in het seizoen 2015/16 vooral als back-up van David Pollet. In het seizoen 2016/17 werd hij uitgeleend aan Royal Excel Moeskroen.

### Union
In april 2017 ondertekende Ferber, die bij Charleroi transfervrij was, een tweejarig contract bij Union Sint-Gillis. Hij maakte op 4 augustus 2017 zijn officiële debuut voor de club tegen KFCO Beerschot Wilrijk. In zijn eerste seizoen schipperde Ferber soms nog wat basis, bank en tribune, maar vanaf het seizoen 2018/19 werd hij een vaste waarde bij de Brusselse club. Ferber speelde zes wedstrijden in de bekercampagne van Union tijdens het seizoen 2018/19, toen de club de halve finale haalde. In de achtste finale droeg hij met een goal en twee assists stevig bij aan de 3-2-zege tegen FC Knokke, en ook in de kwartfinale tegen KRC Genk scoorde hij een belangrijk doelpunt.

## Statistieken
| Seizoen | Club               | Land   | Competitie         | Duels | Doelp. |
| ------- | ------------------ | ------ | ------------------ | ----- | ------ |
| 2014/15 | RAEC Mons          | België | Proximus League    | 26    | 6      |
| 2015/16 | RSC Charleroi      | België | Jupiler Pro League | 11    | 2      |
| 2016/17 | RSC Charleroi      | België | Jupiler Pro League | 2     | 0      |
| 2016/17 | → Excel Moeskroen  | België | Jupiler Pro League | 7     | 1      |
| 2017/18 | Union Saint Gillis | België | Eerste klasse B    | 18    | 3      |
| 2018/19 | Union Saint Gillis | België | Eerste klasse B    | 32    | 7      |
| 2019/20 | Union Saint Gillis | België | Eerste klasse B    | 19    | 2      |
| 2020/21 | → Francs Borains   | België | Eerste nationale   | 0     | 0      |
| Totaal  | Totaal             | Totaal | Totaal             | 115   | 21     |

Bijgewerkt op 17 februari 2020.

## Trivia
- In de zomer van 2015 liet hij zijn haar op een wel heel opvallende reden blonderen, na een wedstrijd in de UEFA Europa League met Charleroi tegen het Oekraïense Zorja Loehansk ontstond er een weddenschap met ploegmaat Sébastien Dewaest nadat ze naar de tekenfilm Dragon Ball Z hadden gekeken. Ferber liet zijn haar kleuren naar de stijl van hoofdpersonage Son Goku.[7]